# Генедієля
Генедієля (Hennediella) — рід мохів, що належать до родини потієвих (Pottiaceae).
Назва роду Hennediella на честь Роджера Геннеді (1809–1877), який був шотландським друкарем і ботаніком (птеридологія).
Рід був описаний Жаном Едуардом Габріелем Нарциссом Парісом у Index bryologicus (Париж) том 2 на сторінці 557 у 1895 році.
Рід має космополітичне поширення.
Рід містить 16 видів.